# 산남로 (광주)
산남로(山南路, Sannam-ro)는 대한민국의 전라남도 나주시 산포면 등정3교차로에서 시작하여, 광주광역시 남구 대촌동 포충사입구교차로를 잇는 6.5km 도로이다. 도로 이름은 이 곳을 지나가는 전라남도 나주시 산포면과 광주광역시 남구에서 이름을 따서 명명되었다.

## 주요경유지
전라남도
- 나주시 (산포면)

광주광역시
- 남구 (대촌동)

## 노선 경로
| 이름              | 접속 노선                                                  | 소재지 | 소재지 | 소재지                | 비고                        |
| ----------------- | ---------------------------------------------------------- | ------ | ------ | --------------------- | --------------------------- |
| 등정3 교차로      | 국도 제1호선 (영산로)                                      | 나주시 | 산포면 | 산포면                |                             |
| 구등삼거리        | 등정덕례길                                                 | 나주시 | 산포면 | 산포면                |                             |
| 동정 교차로       | 국도 제1호선 (영산로)                                      | 나주시 | 남평읍 | 남평읍                |                             |
| 남평오거리        | 국가지원지방도 제55호선 (세남로) 지방도 제822호선 (지석로) | 나주시 | 남평읍 | 남평읍                | 국가지원지방도 제55호선구간 |
| 남평교            |                                                            | 나주시 | 남평읍 | 남평읍                | 국가지원지방도 제55호선구간 |
| 남평교 사거리     | 동촌로 회재로                                              | 나주시 | 남평읍 | 남평읍                | 국가지원지방도 제55호선구간 |
| 검문소삼거리      | 동촌로                                                     | 나주시 | 남평읍 | 남평읍                |                             |
| 한두재            |                                                            | 나주시 | 남평읍 | 남평읍                |                             |
|                   | 광주광역시                                                 | 남구   | 대촌동 |                       |                             |
| 이승고개          | 광주광역시                                                 | 남구   | 대촌동 |                       |                             |
| 포충사입구 교차로 | 광주광역시                                                 | 남구   | 대촌동 | 국도 제1호선 (영산로) |                             |